# آپفیلد
آپفیلد (انگلیسی: Upfield) شرکت صنایع غذایی هلندی است، که در سال ۲۰۱۸ تأسیس شد.